# 宋懿齡
宋懿齡（2001年1月28日—）是一名中國女子運動攀登運動員。她曾經獲得2017年亞洲攀岩錦標賽女子速度賽銀牌和2018年亞洲攀岩錦標賽女子速度賽銀牌。她也参加了2018年亚洲运动会，获得一枚铜牌。

## 外部連結
- IFSC （页面存档备份，存于） （英文）